# Магид (каббала)
Маги́д или магги́д («рассказывающий» от ивр. מַגִּיד‎) — источник мистических знаний в каббале. Не следует путать с магидом в значении «проповедник».
Некоторые еврейские мистики (каббалисты) рассказывали, что знания им открываются из особого источника, иногда отождествляемого с ангелом. Сведения чаще всего касаются самой каббалы, иногда толкований Танаха или даже о личной жизни самого визионера.
Постепенно сложилось целое учение о магиде. О нём, в частности, писали такие известные каббалисты как Хаим Виталь, Моше Кордоверо, а также рабби Йосеф Каро, автор кодекса Шульхан Арух.
На откровения магида ссылался претендент на роль мессии Шабтай Цви, так что само понятие было скомпрометировано и стало вызывать подозрения.  Именно это произошло с рабби Моше Хаимом Луцатто (РаМХаль), ссылавшегося на магида. Некоторые книги РаМХаля были сожжены самими евреями, опасавшимися новой ереси по образцу саббатианства.